# Äktenskapsleken
Pour plus de détails, voir Fiche technique et Distribution.
Äktenskapsleken (littéralement « la comédie du mariage ») est un film suédois coécrit et réalisé par Ragnar Hyltén-Cavallius, sorti en 1935.

## Synopsis
Les époux Tora Diidiken et Gunnar Grahn sont un couple de sculpteurs. Gunnar s'irrite de plus en plus de voir des photos publicitaires de sa femme dans les magazines, d’autant qu'elle travaille ces derniers temps à un buste d'homme dont elle modèle amoureusement les formes en chantonnant de sa belle voix d’alto. De son côté, Tora en est déjà à son quatrième mariage, et un nouveau divorce ruinerait définitivement sa réputation.
Au terme d’une ultime explication, le couple décide de se séparer pour quelque temps. C’est que la ville de Broköping vient de mettre au concours la réalisation d'une statue pour la grand-place. Cette statue, hommage à l’œuvre d’un ancien maire, Per Olof Berg, doit symboliser la Solidarité : elle sera baptisée « Notre pain quotidien ». Les deux époux se mettent au travail chacun de leur côté.
La veuve du conseiller Per-Olof Berg, Caroline Berg, est à l’origine de la donation pour la statue. Elle nourrit désormais les plus hautes ambitions politiques pour son fils, Per Olof II, fiancé à Martha, la fille du notable local Lars Larsson. 
À Stockholm, Tora aperçoit dans la foule le visage du jeune conseiller Per-Olof : elle décide de s'en inspirer pour réaliser la tête du buste nu qu'elle a déjà sculpté, et de concourir à Broköping avec cette œuvre. Dans son isolement, Gunnar Grahn, lui, met la dernière main à sa propre création, « Le laboureur ». Dans le jury de cinq personnes évaluant les contributions, Per-Olof a voix prépondérante et il vote pour la contribution de Tora.
Gunnar reconnaît l'originalité de la composition de Tora ; mais le nu érigé sur la place centrale de la ville fait bientôt scandale et Martha menace de rompre ses fiançailles avec le conseiller Per-Olof. Alors, d’un commun accord, Caroline Berg et Tora décident de remplacer la statue par celle de Gunnar. Per-Olof Berg, désormais seul, est finalement élu député. Le film s’achève sur un baiser entre Tora et son mari, définitivement réconciliés.

## Fiche technique
- Titre : Äktenskapsleken
- Réalisation : Ragnar Hyltén-Cavallius
- Scénario : Ragnar Hyltén-Cavallius d'après la pièce de théâtre de Karl Gerhard
- Photographie : Karl-Erik Alberts, Åke Dahlqvist et Julius Jaenzon
- Montage : Thor L. Brooks et Rolf Husberg
- Production : Lorens Marmstedt
- Société de production : M-Film et Svensk Filmindustri
- Pays de production :  Suède
- Genre : Comédie dramatique, comédie romantique
- Durée : 84 minutes
- Date de sortie : 
  -  Suède : 25 novembre 1935

## Distribution
- Zarah Leander : Tora Diidikem, une sculptrice célèbre mariée pour la quatrième fois
- Einar Axelsson: Gunnar Grahn, un sculpteur, son quatrième mari qui ne la supporte plus
- Gösta Cederlund : John Nordenson
- Harry Roeck Hansen : Folke Ström
- Ragnar Widestedt : Ludwig Melin
- Elsa Carlsson : Polly